# Tacsonia
Tacsonia es un clado de plantas la familia de las pasifloráceas. Dentro de la más reciente clasificación, de Feuillet & MacDougal, se considera una supersección de Passiflora, que agrupa las siguientes secciones, especies y subespecies.
Supersección Tacsonia (61) 
- Sección Tacsonia (Juss.) Harms (5) 
  - Passiflora antioquiensis Curuba antioqueña
- Sección Elkea Feuillet & MacDougal - (15) 
  - Passiflora tripartita Curuba, taxo 
    - Passiflora tripartita var. azuayensis
    - Passiflora tripartita var. mollissima Curuba sabanera, curuba de Castilla
    - Passiflora tripartita var. tripartita Tacso

  - Passiflora cumbalensis Curuba roja, curuba bogotana
  - Passiflora mixta Curuba de indio, curuba de monte, parcha
  - Passiflora tarminiana Tumbo, tacso amarillo, curuba ecuatoriana
- Sección Insignes Feuillet & MacDougal - (5) 
  - Passiflora pinnatistipula Gulupa, tintín, purupuru
- Sección Rathea (Karst.) Harms - (3) 
  - Passiflora andina
- Sección Colombiana Escobar - (19)

Serie Colombianae Escobar - (9)
Serie Leptomischae Escobar - (8)
Serie Reeks Quindiensae Escobar - (2)
- Sección Parritana Escobar - (2)
- Sección Fimbriatistipula Escobar - (2)
- Sección Tacsoniopsis Triana & Planch. - (2)
- Sección Boliviana (Harms) Feuillet & MacDougal (2)
- Sección Trifoliata Feuillet & MacDougal (1)
- Sección Manicata (Harms) Feuillet & MacDougal (5)

### Galería

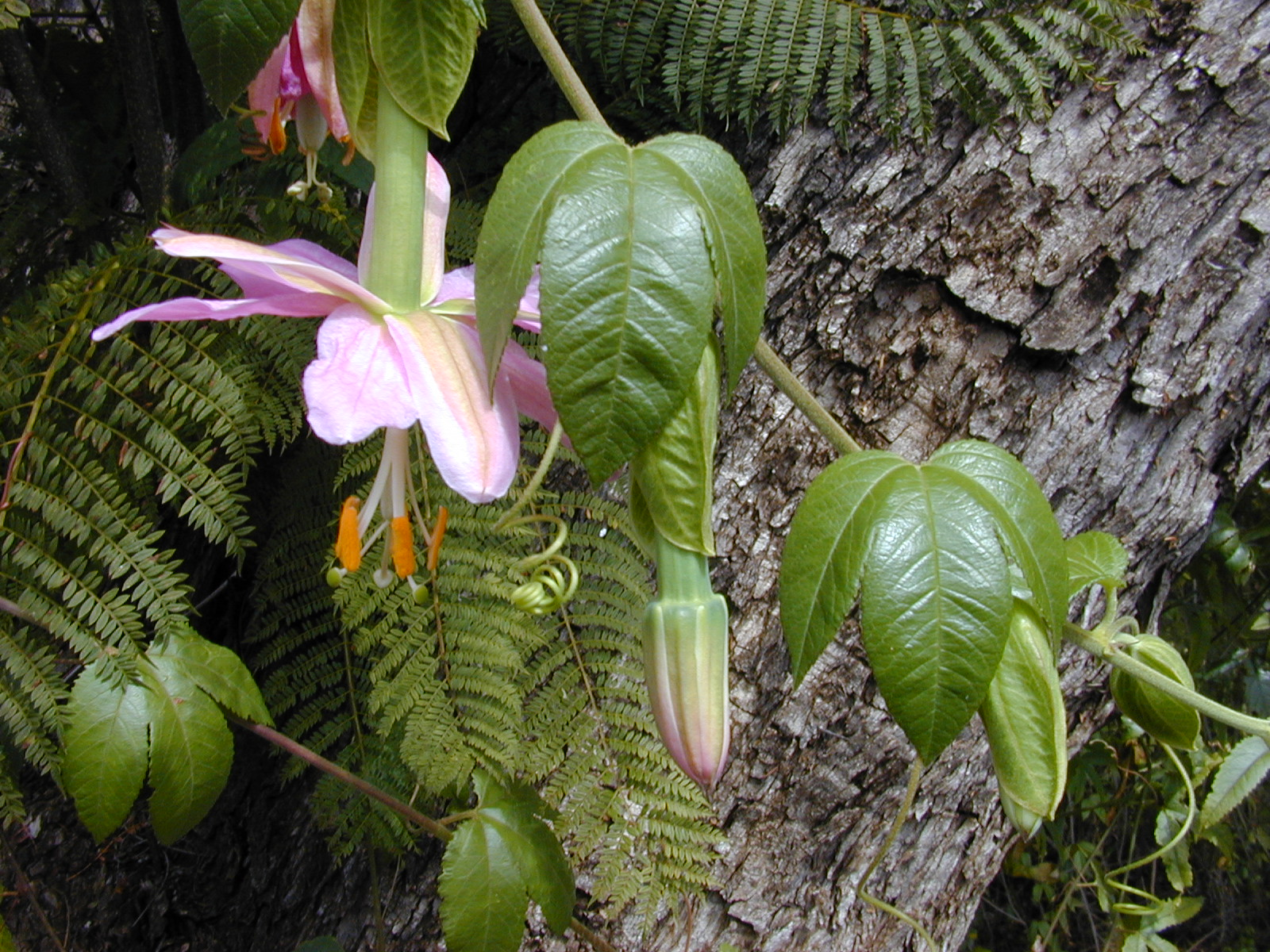
Passiflora tarminiana
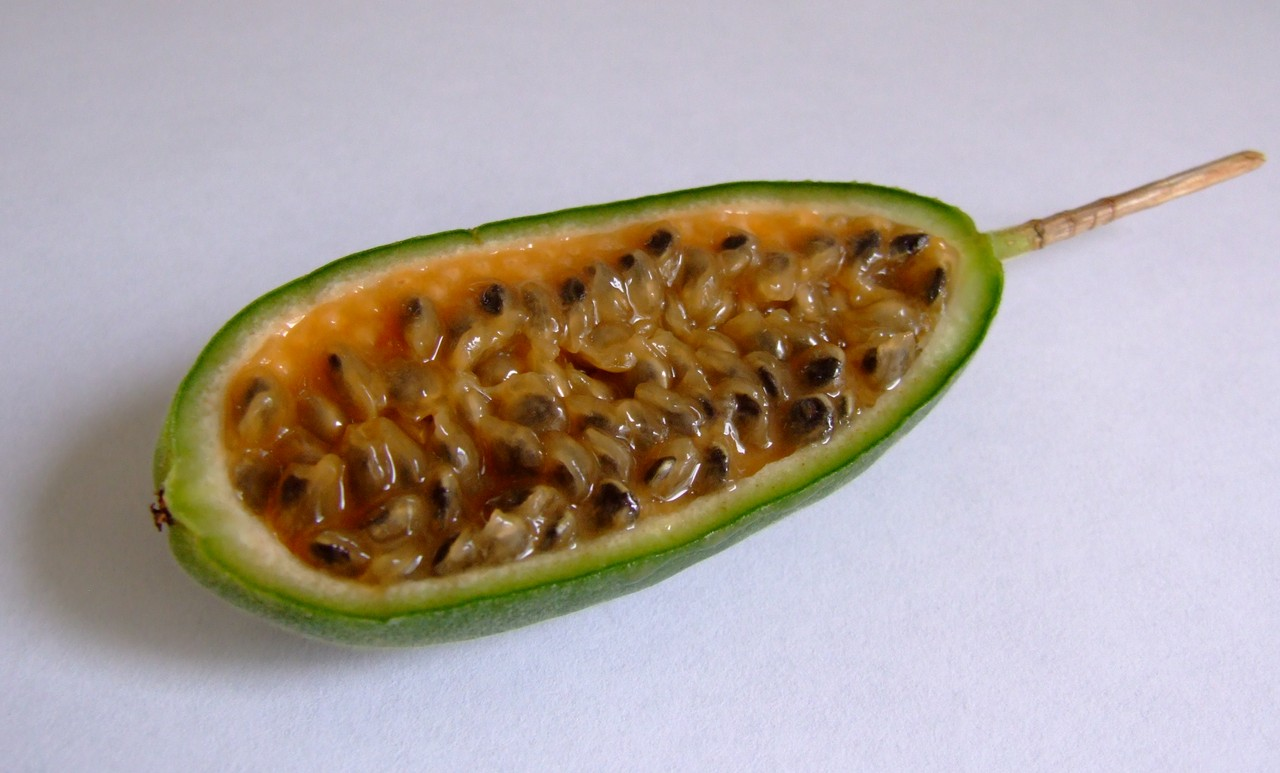
Fruto abierto

- Datos: Q6137905
- Multimedia: Passiflora sect. Tacsonia / Q6137905
- Especies: Passiflora sect. Tacsonia